# 국태용
국태용은 대한민국의 로봇인이다.
국태용은 추성국씨 33세손으로 서울 논현동에서 태어났다. 서울대 제어계측과를 졸업하고, 포항공대 전자전기공학과 제어및로봇공학 전공으로 석박사 학위를 취득하였다.  삼성항공 정밀기기연구소, 국립목포대학교를 거쳐 성균관대학교 전기및전자공학과 교수로 재직중이다. 현재 한국생산기술연구원, 한국로봇산업협회 전문위원, FIRS 기술이사,IEEE 시맨틱지도 SMART WG 위원으로 활동 중이다. 주)케이스랩을 교내창업을 통해 설립하였고 대표이사 겸직을 맡고 있으며, 주) 엠디세이프와 공동으로 로봇기술을 활용한 Premium급 방역 솔루제품 설계 및 개발을 완료하여 국내 및 해외 인증작업을 진행 중이다. 연구분야는 로봇지능기술로서, 로봇학습 및 적응제어, AI 시맨틱 로봇서비스, SW프레임워크 등 분야에서 연구업적을 쌓았다. 스포츠 성악 천체물리 양자역학과 다중우주론 불교철학 등에 취미 및 관심을 갖고 있다.

## 같이 보기
- 지능형 로봇
- 로봇산업
- 로봇인
- 로봇공학자